# Ван Дин, Грейс
Грейс Ван Дин (англ. Grace Van Dien; род. 15 октября 1996, Лос-Анджелес, Калифорния) — американская актриса.

## Биография
Грейс Ван Дин — американская актриса и режиссёр. Она родилась в Лос-Анджелесе, Калифорния, в семье актёров Каспера Ван Дина и Кэрри Митчем.
Девушка начала свою карьеру в 2014 году, сыграв в фильме «Спящая красавица». В 2018 году она стала известна за свою роль в фильме «Так сказал Чарли», сыграв Шарон Тейт. В следующем году актриса снялась в телесериале «Деревня» в роли Кэти Кэмпбелл. В 2022 году сыграла роль Крисси Каннингем, второстепенного персонажа в сериале «Очень странные дела».

## Фильмография

### Фильмы
| Год  | Русское название            | Оригинальное название | Роль          |
| ---- | --------------------------- | --------------------- | ------------- |
| 2014 | Спящая красавица            | Sleeping Beauty       | Аврора        |
| 2015 | Землетрясение в Сан-Андреас | San Andreas Quake     | Али           |
| 2016 | Испорченная                 | The Bad Twin          | Оливия/Куинн  |
| 2016 | Седьмой пациент             | Patient Seven         | Джесса        |
| 2016 | Армейский пёс               | Leap                  | Тара Холлоуэй |
| 2017 | Пробуди тень                | Awaken the Shadowman  | Саманта       |
| 2018 | Так сказал Чарли            | Charlie Says          | Шарон Тейт    |
| 2020 | Кутёж                       | The Binge             | Лина          |
| 2020 | Леди-гонщица                | Lady Driver           | Элли Лансинг  |
| 2020 | Ранчо надежды               | Riding Faith          | Грейс         |
| 2022 | Роковая ошибка              | What Comes Around     | Анна          |
| 2024 | Трансформация               | The Fix               | Элла          |

### Телевидение
| Год       | Русское название    | Оригинальное название | Роль             |
| --------- | ------------------- | --------------------- | ---------------- |
| 2005      |                     | I Married a Princess  |                  |
| 2017-2018 | Академия Гринхаус   | Greenhouse Academy    | Брук Осмонд      |
| 2019      | Деревня             | The Village           | Кэти Кэмпбелл    |
| 2022      | Очень странные дела | Stranger Things       | Крисси Каннингем |